# Mosquée Sidi Maaouia
La mosquée Sidi Maaouia (arabe : مسجد سيدي معاوية) est une ancienne mosquée tunisienne, qui n'existe plus de nos jours et qui était située au nord de la médina de Tunis.

## Localisation
Elle se trouvait sur la rue El Monastiri.

## Étymologie
Elle tire son nom du saint homme Sidi Maaouia, originaire du cap Bon.

## Histoire
Il y avait un habous dédié pour cet édifice permettant la citation des hadîths jusqu'au quatorzième jour du mois de ramadan.
Totalement détruite, son emplacement est occupé de nos jours par une maison privée.